# 万春节
萬春節是金朝大定二年至二十八年間（1162年－1188年）間慶祝皇帝誕辰的節日。「春」在字義上有「年」和「歲」的意思，「萬春」可以視作「萬壽」的同意詞。
根據《大金集禮》卷二十三的記載，大定元年十二月二十六日金世宗「御前批劄三月一日為萬春節」，將皇帝誕誕辰的節日定名為「萬春節」，而非沿用金朝較早時候的名稱「萬壽節」，這個名稱一直沿用至金世宗逝世。
關於大定二年至二十八年間的萬春節，《金史》卷六世宗本紀和卷十一交聘表均有詳細的記錄。